# Aechmea ramusculosa
Aechmea ramusculosa är en gräsväxtart som beskrevs av Elton Martinez Carvalho Leme. Aechmea ramusculosa ingår i släktet Aechmea och familjen Bromeliaceae. Inga underarter finns listade i Catalogue of Life.